# Bette Westera

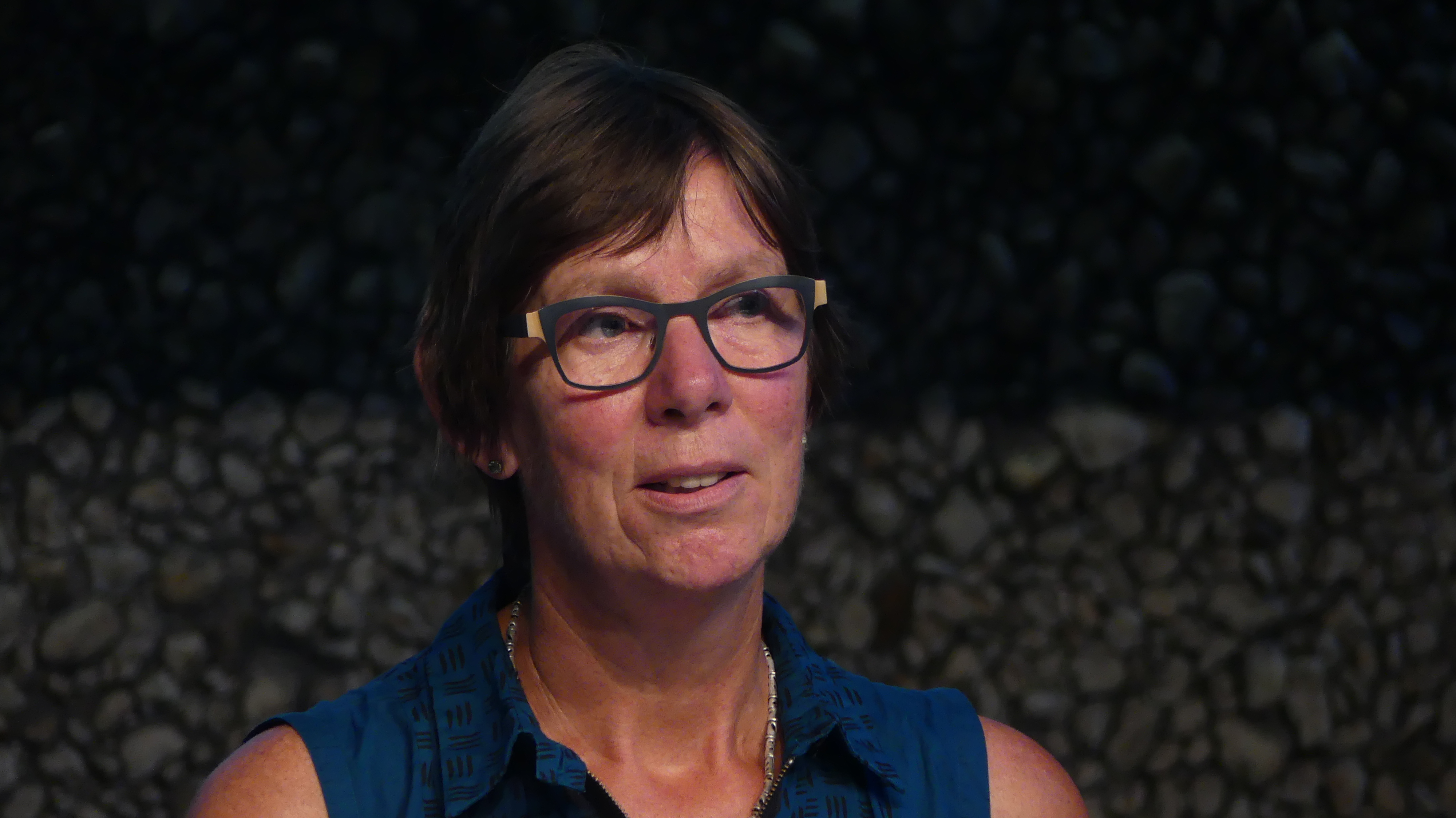
Bette Westera (2016 beim Kinder- und Jugendprogramm des Internationalen Literaturfestivals Berlin)

Bette Westera (* 20. Juni 1958 in Velp, Provinz Gelderland, Niederlande) ist eine niederländische Schriftstellerin. Sie verfasst Bilderbücher/Kinderbücher. Ihr bekanntestes Buch ist Doodgewoon, das 2015 mit dem Gouden Griffel ausgezeichnet wurde.

## Leben
Bette Westera wurde in Velp in den Niederlanden geboren. Kurz nach ihrer Geburt zogen ihre Eltern mit ihr in den Westen des Landes. Mit vierzehn Jahren zog Bette mit ihren Eltern nach Leiden. Nachdem sie die Schule beendet hatte, ging sie auf die Pädagogische Hochschule. Doch sie entschied schon bald, dass der Beruf der Lehrerin nicht das richtige für sie war. Von 1993 bis 2001 hat Westera beim Franciscaans Milieuproject Stoutenburg gearbeitet.
2016 war sie Jurymitglied der Auszeichnung Das außergewöhnliche Buch des Kinder- und Jugendprogramms des Internationalen Literaturfestivals Berlin.
Heute lebt Westera in Stoutenburg.

## Literarisches Werk
Westera debütierte mit ihrer Kinderbibelserie Heb je wel gehoord, die sie zusammen mit ihrer Mutter zwischen 1990 und 1995 verfasste. Seither schreibt Westera Geschichten, Gedichte und Bilderbücher. Zusammen mit ihrem Mann Diederik van Essel komponiert Westera außerdem Kinderlieder. Viele der Lieder und Melodien wurden geschrieben, um Westeras Kinderbücher musikalisch zu begleiten. Neben ihrem Beruf als Schriftstellerin hat Westera zahlreiche Kinder- und Lyrikbücher übersetzt. Dabei übersetzt sie normalerweise aus dem Englischen und Amerikanischen, manchmal aber auch aus dem Französischen, Dänischen, Deutschen und Norwegischen. Von dem amerikanischen Kinderbuchautor Dr. Seuss übersetzte Westera dreizehn Hefte, darunter „Green Eggs with Ham“ und „The Cat in the Hat“.
Ihr erstes Kinderbuch Wil je met me trouwen? wurde 1999 beim niederländischen Verlag Gottmer in niederländischer Sprache veröffentlicht. Das Buch erzählt die Geschichte von Sofie, die keine Geschwister zum Spielen hat und sich daher als Braut verkleidet auf den Weg macht, um einen Ehemann zu finden.  Das bekannteste Werk ist das 2014 beim niederländischen Verlag Gottmer erschienene Doodgewoon, das 2016 als Überall & Nirgends auch in Deutschland beim Verlag Susanna Rieder erscheint. Doodgewoon wurde 2015 mit dem Gouden Griffel und dem Woutertje Pieterse Prijs (2015) ausgezeichnet.  Die Zeitung Het Parool kommentierte „Von beispielloser Schönheit“ (Het Parool). Die De Telegraaf schrieb: „Ein Meisterwerk, ein Muss für Jung und Alt“. Die Jury des Woutertje Pieterse Prijs lobte „Gedichte und Illustrationen, die das übergroße Thema Tod nicht nur behandeln, sondern ihm zu  Leibe rücken, es umarmen, in sicherer Distanz halten und ihm Wert beimessen – das alles auf einmal in einem einzigen, großartigen Buch.“.

## Nominierungen und Auszeichnungen
Für ihr literarisches Schaffen erhielt Westera verschiedene Auszeichnungen. Zu den wichtigsten gehörten der Gouden Griffel (2015) und der Woutertje Pieterse Prijs (2015). Außerdem erhielt sie:
- 2001: Vlag & Wimpel  für Een opa om nooit te vergeten
- 2006: Vlag & Wimpel für Oma’s rommelkamer
- 2011: Zilveren Griffel für Ik leer je liedjes van verlangen, en aan je apenstaartje hangen
- 2013: Gouden Penseel für Aan de kant, ik ben je oma niet
- 2013: Vlag & Wimpel für Dat zou ik nooit doen!
- 2013: Vlag & Wimpel für Aan de kant, ik ben je oma niet!
- 2015: Vlag & Wimpel für Kietel nooit een krokodil
- 2015: Zilveren Griffel für Doodgewoon
- 2015: Woutertje Pieterse Prijs für Doodgewoon
- 2015: Gouden Griffel für Doodgewoon
- 2018: Zilveren Griffel für Was de aarde vroeger plat?
- 2018: Gouden Poëziemedaille
- 2020: Zilveren Griffel für Dit is geen Cobra.
- 2020: Woutertje Pieterse Prijs für Uit elkaar

## Werke
- Wil je met me trouwen? Gottmer, Haarlem 1999, ISBN 90-257-3106-6.
- mit Harmen van Straaten: Een opa om nooit te vergeten. Davidsfonds/infodok, Leuven 2001, ISBN 90-261-2781-2. 
  - Seinen Opa wird Jan nie vergessen. Andrea Grotelüschen (Übersetzung). Lappan, Oldenburg 2001, ISBN 3-8303-1024-2
- mit Barbara de Wolf (Illustration): Alle hens aan dek. Hilleboeken, Amsterdam 2002, ISBN 90-76766-44-4.
- mit Imme Dros, Remco Ekkers, Karel Eykman, Ton Honig, Gerrie Huiberts, Sjoerd Kuyper (Text) und Guida Joseph (Illustration): Het hoogste woord. De Fontein, Utrecht 2003, ISBN 90-261-1907-0.
- mit Sylvia Weve (Illustration): De raadselridder. Hilleboeken, Amsterdam 2003, ISBN 90-76766-69-X.
- mit Sylvia Weve (Illustration): Ra ra, wie ben ik? Hilleboeken, Amsterdam 2004, ISBN 90-76766-73-8.
- mit Montse Gisbert (Illustration): Ik geef je een zoen. Hilleboeken, Amsterdam 2004, ISBN 90-77750-01-0.
- mit Barbara de Wolf (Illustration): Oma´s Rommelkamer. Hilleboeken, Amsterdam 2005, ISBN 90-8576-010-0.
- mit Barbara de Wolf (Illustration): Krullen en blubbershampoo. De Fontein, Utrecht 2007, ISBN 978-90-261-2380-1.
- mit Sylvia Weve (Illustration): Peer Gynt. Gottmer, Haarlem 2007, ISBN 978-90-257-4245-4.
- mit Paula Gerritsen (Illustration): Zeg maar tegen de juf dat ik wat later kom. De Fontein, Utrecht 2008, ISBN 978-90-261-2561-4.
- mit Barbara de Wolf (Illustration) und Diederik van Essel (Musik): Mijn zusje achter het behang: familiepoezie.  De Fontein, Utrecht 2008, ISBN 978-90-261-2471-6.
- mit Eric Carle (Illustration): Eric Carle's dieren ABC. Gottmer, Haarlem 2008, ISBN 978-90-257-3127-4.
- mit Sylvia Weve (Illustration): Ober! Er zwemt een kwal door mijn soep. De Fontein, Utrecht 2009, ISBN 978-90-261-2666-6.
- mit Sylvia Weve (Illustration): Ik leer je liedjes van verlangen, en aan je apenstaartje hangen. Gottmer, Haarlem 2010, ISBN 978-90-257-4741-1.
- mit Philip Hopman (Illustration): Hét lijfboek. Gottmer, Haarlem 2010, ISBN 978-90-257-4494-6.
- mit Suzanne Diederen (Illustration): Zullen we zwaaien. Gottmer, Haarlem 2011, ISBN 978-90-257-4982-8.
- mit Loes Riphagen (Illustration):  Miniheksen. De Fontein, Utrecht 2011, ISBN 978-90-261-3450-0.
- Linda de Haan (Illustration): De vrolijke tweeling. Gottmer, Haarlem 2012, ISBN 978-90-257-5109-8.
- mit Naomi Tieman (Text) und Sylvia Weve (Illustration): Dat zou ik nooit doen! De Fontein, Utrecht 2012, ISBN 978-90-261-3339-8.
- mit Loes Riphagen (Illustration): Ik wil een walvis! Gottmer, Haarlem 2012, ISBN 978-90-257-5110-4.
- Sylvia Weve (Illustration): Aan de kant, ik ben je oma niet! Gottmer, Haarlem 2012, ISBN 978-90-257-5075-6.
- mit Jolet Leenhouts (Illustration): Niet zoenen op de trampoline. De Fontein, Utrecht 2013, ISBN 978-90-261-3283-4.
- mit Thé Tjong-Khing (Illustration): Held op sokken. Gottmer, Haarlem 2013, ISBN 978-90-257-4999-6.
- mit Sylvia Weve (Illustration): Doodgewoon. Gottmer, Haarlem 2014, ISBN 978-90-257-6235-3. 
  - Überall & Nirgends. Rolf Erdorf (Übersetzung). Susanna Rieder Verlag, München 2016, ISBN 978-3-946100-09-6
- mit Thé Tjong-Khing (Illustration): Kietel nooit een krokodil. Gottmer, Haarlem 2014, ISBN 978-90-257-5913-1.
- mit Alex de Wolf (Illustration): Een vreemd feestje . Gottmer, Haarlem 2014, ISBN 978-90-257-5792-2.
- mit Sylvia Weve (Illustration): Haasje Repje. Gottmer, Haarlem 2015, ISBN 978-90-257-6114-1.
- mit Klaas Verplancke (Text): Raad wat praat. Terra Lannoo, Houten 2015, ISBN 978-94-014-2432-5.
- mit Henriette Boerendans (Illustration): Aap Beer Zebra. Gottmer, Haarlem 2016, ISBN 978-90-257-6238-4.
- mit Jan Jutte (Illustration): Baby’tje in mama’s buik. Gottmer, Haarlem 2016, ISBN 978-90-257-6185-1.